# Narella grandiflora
Narella grandiflora is een zachte koraalsoort uit de familie Primnoidae. De koraalsoort komt uit het geslacht Narella. Narella grandiflora werd in 1907 voor het eerst wetenschappelijk beschreven door Kükenthal. 